# Ulica Nysy Łużyckiej w Opolu
Ulica Nysy Łużyckiej w Opolu (do 1945 r. Adolf Hitler Str.) - jedna z głównych ulic miasta, stanowi fragment obwodnicy śródmiejskiej oraz drogi wojewódzkiej 435.  Rozpoczyna się jako droga czteropasmowa w dzielnicy Nadodrze na skrzyżowaniu z ul. Wrocławską i ul. Niemodlińską, prowadzi przez Most Pamięci Sybiraków, estakadę nad Placem Konstytucji 3 Maja, następnie główna trasa przechodzi w dwujezdniową ul. Batalionów Chłopskich, a sama ul. Nysy Łużyckiej jest poprowadzona jako równoległa do niej droga osiedlowa.